# Место встречи (статуя)
«Место встречи» (англ. The Meeting Place) — памятник работы британского скульптора Пола Дэя, созданный в 2007 году. Находится на вокзале Сент-Панкрас в Лондоне, Великобритания. Открыт вместе с реконструированным вокзалом Елизаветой II, королевой Великобритании.

## История
Автором статуи по заказу «London and Continental Railways» в рамках масштабной реконструкции одного из центральных вокзалов Лондона выступил скульптор Пол Дэй. Затраты на создание памятника составили 1 миллион фунтов стерлингов, тогда как на реконструкцию всего вокзала ушло порядка 800 миллионов. В качестве модели для статуи выступил сам скульптор Дэй со своей женой Кэтрин. Работал он в студии в Чичестере, графство Западный Суссекс, изготовив сначала мелкомасштабную модель из глины, потом её полноразмерную копию из полистирола, которая была отлита в гипсе, а затем в бронзе. Работа над памятником была завершена в июле 2007 года, а в октябре он был установлен на вокзале. 7 ноября того же года памятник был открыт вместе с реконструированным вокзалом Елизаветой II, королевой Великобритании. Памятник располагается под часами на южном конце верхнего этажа вокзала Сент-Панкрас у терминала «Eurostar». Данные часы представляют собой копию с 10-метрового оригинала фирмы «Dent Clocks», разбитого в 1970-х годах, но впоследствии собранного бывшим железнодорожником и установленного им на фасаде своего дома в деревне Тергартон, графство Ноттингемшир.
Памятник был не очень хорошо принят творческой общественностью Великобритании. Скульптор Энтони Гормли отозвался о статуе как о «дерьме», журналистка Джоан Бейквелл назвала её «пошлой» и «банальной», арт-критик Джайлс Уотерфилд охарактеризовал как «худшее» из всего виденного ранее. Художник Джереми Деллер сказал, что данный памятник «едва ли является произведением искусства», писатель Уилл Селф отозвался о нём, как о «дерьмовом китче», арт-критик Джонатан Джонс назвал «идиотским по масштабам» и «лишённым художественного чувства», журналист Стивен Бейли — «непропорциональным и грубо изваянным», а директор художественных программ Королевской академии художеств Тим Марлоу — «ужасным, слащавым, сентиментальным образчиком китча». Также в отзывах фигурировали такие эпитеты, как «преувеличенный», «воистину ужасающий», «тоскливый и скорбный». Между тем, журналисты писали, что «Место встречи» в будущем встанет в один ряд с «Поцелуем» Родена в Париже и Статуей Свободы в Нью-Йорке. Сам же скульптор Дэй ответил, что критика, которой подвергся памятник, и есть собственно «дерьмо». В 2008 году, после дополнения постамента памятника фризом, скульптор столкнулся с новой порцией критики. Между тем в его поддержку выступил арт-критик Дэвид Ли, нашедший фриз довольно «сатирическим взглядом на то, что такое Лондон».

## Композиция

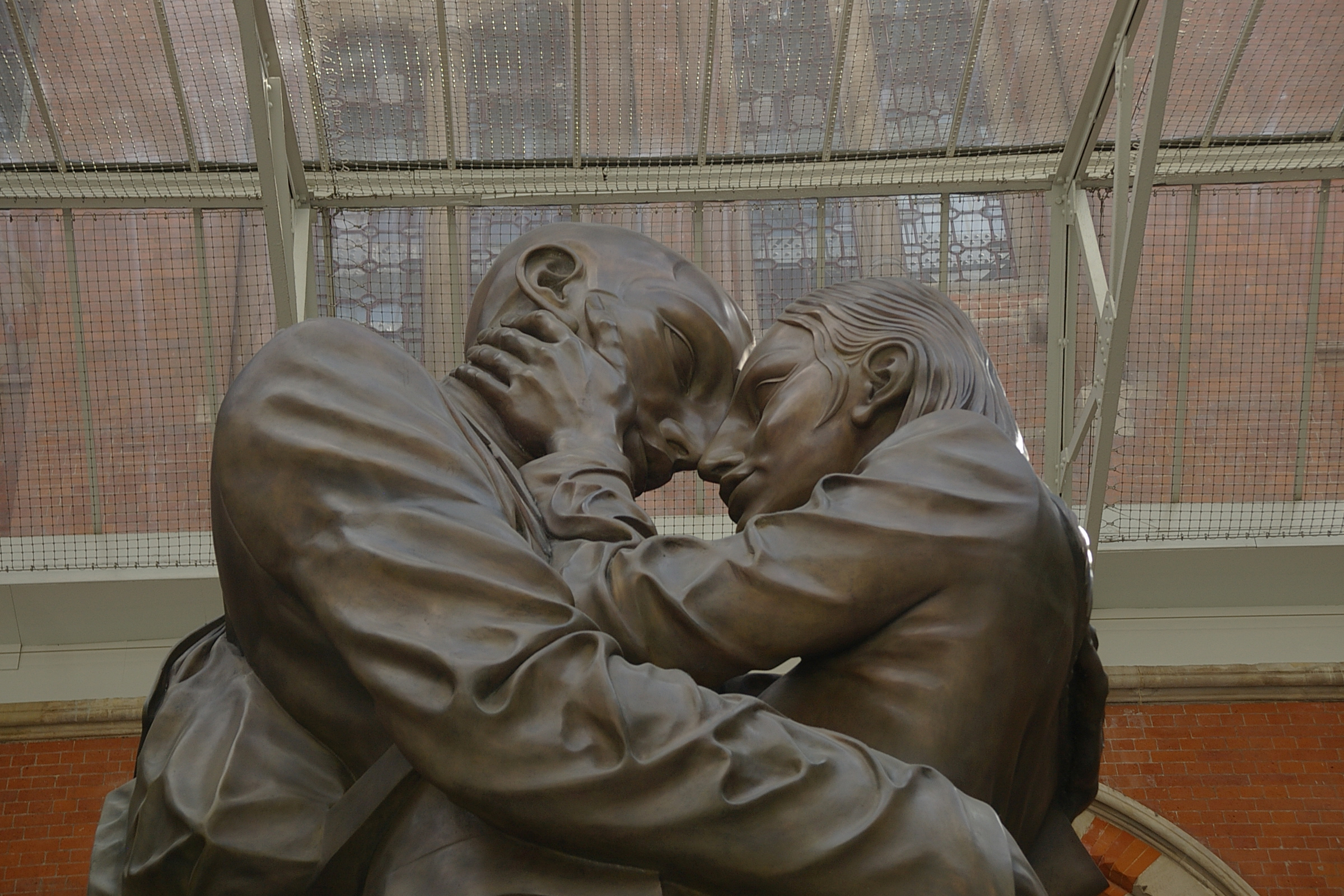
Объятия любовников

Памятник высотой в 9 метров и весом 20 тонн выполнен из бронзы. Монумент представляет собой две соединённые статуи — фигуры мужчины и женщины, встретившихся после долгой разлуки. Мужчина изваян в деловом костюме с рюкзаком за плечами, а женщина — на каблуках и в платье до колен. Они заключили друг друга в романтические объятья и коснулись лбами в преддверии любовного поцелуя. Эта молодая пара, представляющая собой союз англичанина и француженки, символизирует встречу двух культур — Великобритании и Франции. В связи с этим, памятник, официально называющийся «Место встречи», также известен как «Любовники». На бронзовом фризе, опоясывающим постамент, изображены сюжеты на транспортные темы из истории вокзала: поезд, управляемый скелетированным мертвецом в виде мрачного жнеца; бородатый пьяница, шатающийся с бутылкой у проходящего мимо поезда; мужчина, собирающийся прыгнуть под поезд в попытке самоубийства из-за неразделённой любви, фигура которого отражается в солнцезащитных очках его попутчика; женщина в короткой юбке, севшая на колени к своему возлюбленному в ожидании следующего поезда; солдаты, уезжающие на поездах на фронт Первой мировой войны; процесс эвакуации людей со станций Лондонского метрополитена после терактов 7 июля 2005 года.

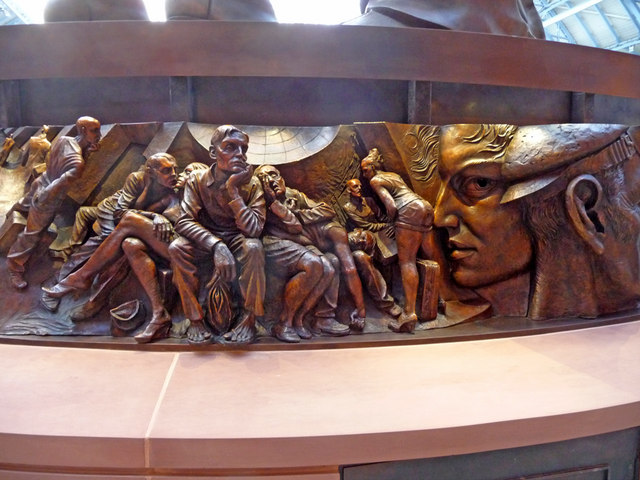
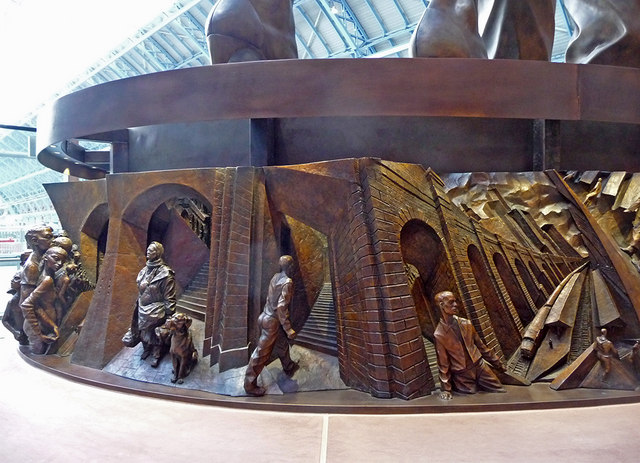
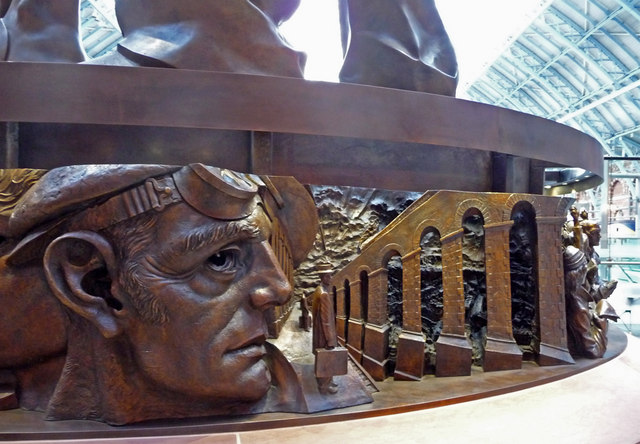
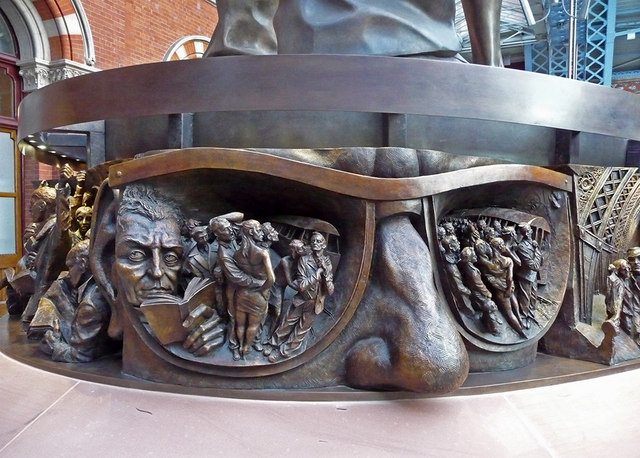
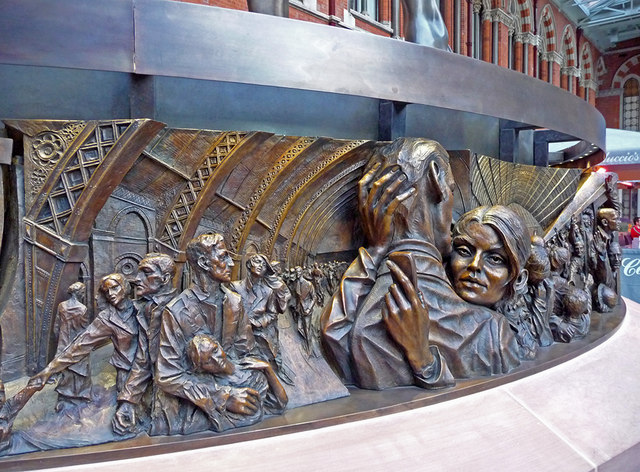
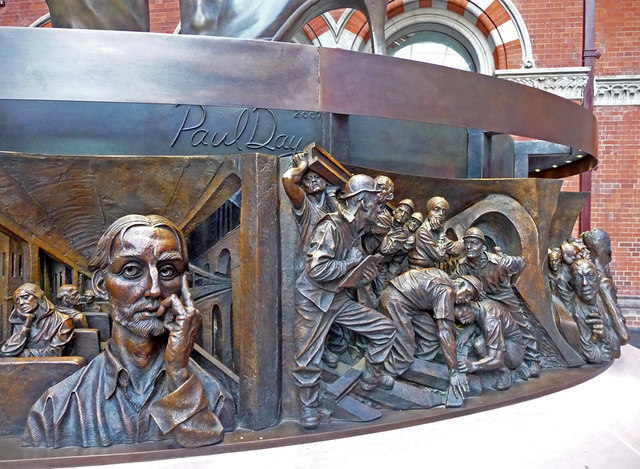